# Tata Bakhta
Pour plus de détails, voir Fiche technique et Distribution.
Tata Bakhta est un téléfilm français réalisé par Merzak Allouache, sorti en 2011.

## Fiche technique
- Réalisation : Merzak Allouache
- Scénario : Merzak Allouache et Bahia Allouache
- Image :
- Montage :
- Décors :
- Musique : David Hadjadj
- Production :
- Pays de production :  France
- Durée : 90 minutes
- Dates de sortie :
  - France : 11 février 2011 (Festival TV de Luchon)[1],[2] ; 1er août 2012 (sur France 2)

## Distribution
- Farida Ouchani : Tata Bakhta
- Jean-François Stévenin : Roger
- Salima Glamine : Sandrine
- Karim Leklou : Paul
- Yanis Idjeraoui : Kevin
- David Baiot : Christian
- Isalinde Giovangigli : Mme Mariée

## Production
Le film est tourné en avril 2010 à La Ciotat.